# Tine Urnaut
Tine Urnaut (Slovenj Gradec. Eslovenia; 3 de septiembre de 1988) es un jugador profesional de voleibol esloveno. Ocupa la posición de receptor/atacante en la selección eslovena y en el Zenit San Petersburgo ruso.

## Trayectoria

### Clubes
Empieza a jugar al voleibol en el ACH Volley Bled, el equipo más laureado del país, y en dos temporadas consigue ganar dos campeonatos y dos copas de Eslovenia, dos campeonatos de la Europa central (MEVZA) y la Copa CEV de 2006/2007 tras vencer al Pallavolo Modena por 3-2 en la final.
Entre las temporadas 2008/2009 y 2014/2015 juega para siete equipos distintos en cuatro campeonatos europeos (el griego, el italiano, el polaco y el turco). En 2008/2009 triunfa en el campeonato y en la copa de Grecia con el Olympiacos CFP, mientras que en 2009/2010 gana la supercopa de Italia con el Volley Piacenza aportando 11 puntos en la final.
Gracias a sus buenas actuaciones con el Top Volley Latina en la temporada 2014/2015, en julio de 2015 es fichado por el Trentino Volley para reemplazar a Matej Kazijski.

### Selección
Internacional con Eslovenia desde 2006, ha ganado la Liga Europea de 2015 (primer triunfo en la historia de la selección eslovena) aportando 12 puntos en la final ante Macedonia.
En el Campeonato europeo de 2015 fue el capitán del equipo que consiguió ganar una histórica medalla de plata, después de eliminar a potencias del voleibol mundial como Polonia (3-2 en cuartos) y Italia (3-1 en semifinal) y caer en la final ante Francia. Al final de la competición es incluido en el equipo ideal.

## Palmarés

### Clubes
- Campeonato de Eslovenia (2): 2006/2007, 2007/2008
- Copa de Eslovenia (2): 2006/2007, 2007/2008
- Campeonato de Grecia (1): 2008/2009
- Copa de Grecia (1): 2008/2009
- Supercopa de Italia (2): 2009, 2018
- Copa CEV (2): 2006/2007, 2020/21
- Liga de la Europa central (MEVZA) (2): 2006/2007, 2007/2008